# Gnathusa tenuicornis
Gnathusa tenuicornis är en skalbaggsart som beskrevs av Adelbert Fenyes 1921. Gnathusa tenuicornis ingår i släktet Gnathusa och familjen kortvingar. Inga underarter finns listade i Catalogue of Life.